# Will Smith
Willard Carroll Smith II, detto Will (Filadelfia, 25 settembre 1968), è un attore, produttore cinematografico e rapper statunitense.

Firma di Will Smith

Smith ha raggiunto fama internazionale negli anni novanta dopo aver recitato nella serie televisiva Willy, il principe di Bel-Air (1990-1996) e in numerosi film tra cui Bad Boys (1995), Independence Day (1996) e Men in Black (1997). Ha ricevuto tre candidature all'Oscar per il miglior attore per le sue interpretazioni del pugile Muhammad Ali in Alì (2001), dell'imprenditore Chris Gardner nel film La ricerca della felicità (2006) e dell’allenatore di tennis Richard Williams nell'acclamato film biografico Una famiglia vincente - King Richard (2021), per cui ha vinto il prestigioso premio. Quest'ultimo ruolo gli è anche valso il Golden Globe per il miglior attore in un film drammatico, lo Screen Actors Guild Award per il miglior attore cinematografico, il Critics Choice Award per il miglior attore e il BAFTA al miglior attore protagonista.

## Biografia
Nato a Filadelfia il 25 settembre 1968, è il secondo dei quattro figli di Caroline Bright, amministratrice scolastica e Willard Carroll Smith, Sr., tecnico di frigoriferi. È cresciuto nel ceto medio di West Filadelfia, nel quartiere di Germantown. Affacciandosi sulla scena musicale, ha conosciuto a un party Jeff Townes, con il quale ha iniziato la sua collaborazione artistica; hanno preso il nome di DJ Jazzy Jeff & the Fresh Prince. Quando il duo è riuscito a guadagnare popolarità, Smith ha speso molto denaro comprando una casa, macchine e gioielli.

## Carriera

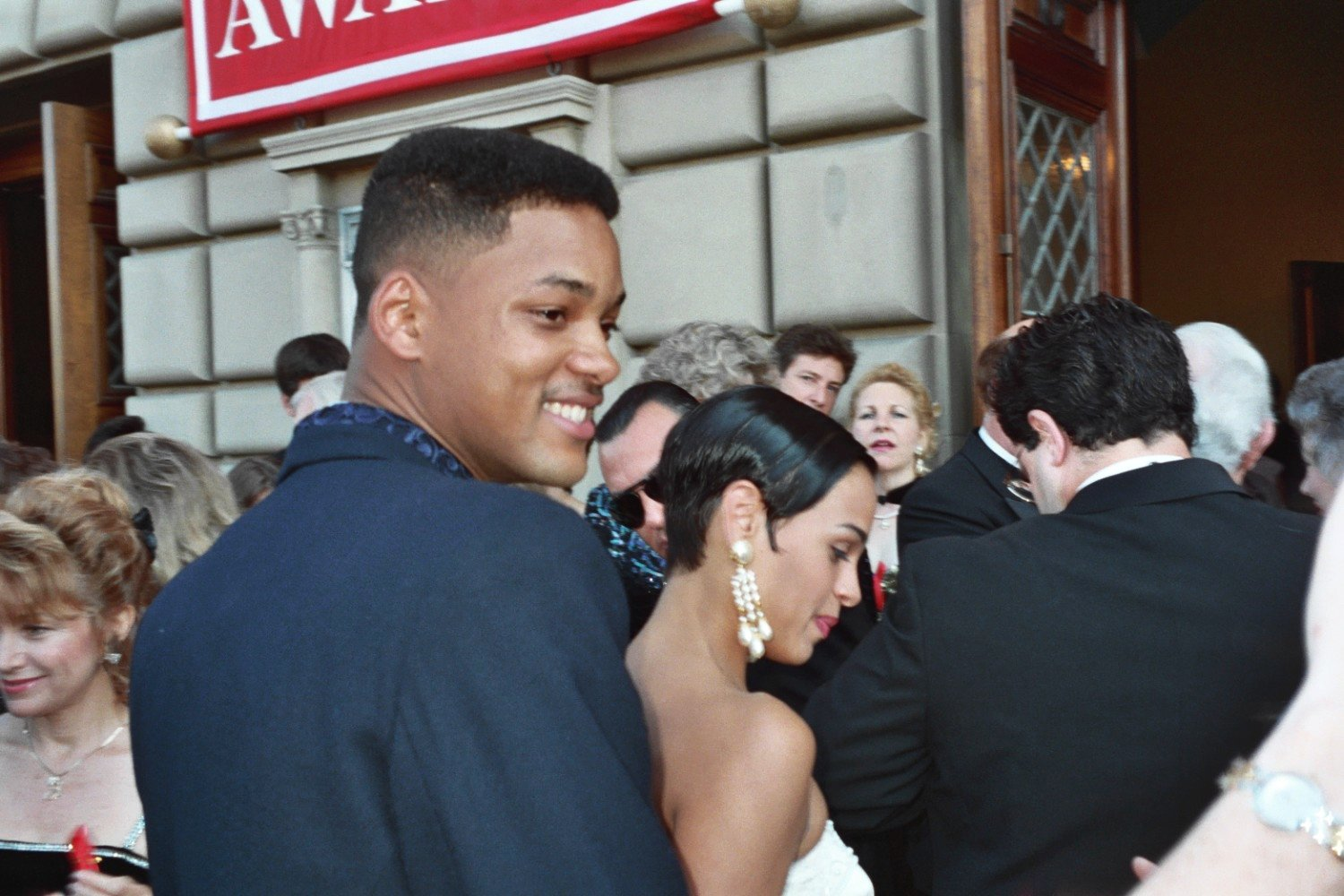
Will Smith agli Emmy Awards 1993

Stava cercando nuove strade quando, nel 1990, in un bar ha incontrato Benny Medina, il quale aveva un'idea originale su una sit-com basata sulla sua vita a Bel Air. Smith ha amato subito l'idea, e ci ha creduto anche la NBC, che ha iniziato la produzione di Willy, il principe di Bel-Air. La trama era semplice: Will ha interpretato fondamentalmente sé stesso, un ragazzo di strada di Filadelfia trapiantato a Bel Air. La serie ha avuto un successo clamoroso, negli Stati Uniti e all'estero, ed è andata avanti per ben sei anni.
Durante questo periodo ha preso parte a un film, grazie al quale la critica cinematografica ha avuto occasione di notarlo: 6 gradi di separazione (1993). Il 4 giugno 1994 ha condotto la terza edizione degli MTV Movie Awards. Grazie anche al successo raggiunto dal film d'azione Bad Boys (1995), la sua carriera cinematografica aveva preso ormai il sopravvento su quella televisiva e su quella musicale. Ha avuto una grossa spinta grazie al blockbuster Independence Day (1996), dove ha impersonato il capitano dei Marines Steven Hiller, che aveva il compito di combattere gli alieni. In seguito film come Men in Black (sempre sul tema degli extraterrestri) e Nemico pubblico hanno contribuito a incrementarne la popolarità a livello internazionale.

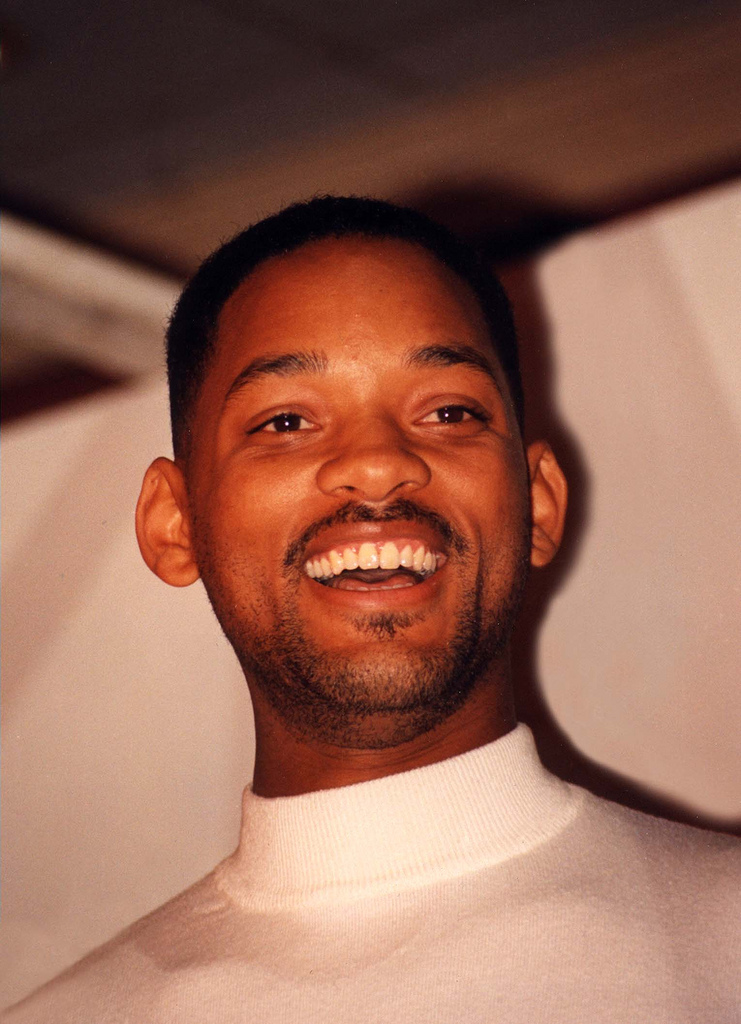
Will nel 1999

La definitiva consacrazione alla carriera d'attore è arrivata con l'interpretazione di Muhammad Ali nel film Alì del 2001, per la quale ha ricevuto una candidatura all'Oscar come miglior attore protagonista. Più tardi sono stati prodotti i sequel Bad Boys II e Men in Black II nei quali, nonostante fosse in coppia con altri attori (rispettivamente Martin Lawrence e Tommy Lee Jones), ha recitato un ruolo più da protagonista unico: era un evidente segno dell'attenzione che gli veniva riservata dal mondo cinematografico. Nel 2004 è comparso come protagonista nel film Io, robot. Dopo tutti questi successi ha fondato una propria compagnia di produzione cinematografica, la Overbrook Entertainment, attraverso la quale ha realizzato i film Hitch - Lui sì che capisce le donne e La ricerca della felicità. Grazie alla sua performance in quest'ultimo film, diretto dal regista italiano Gabriele Muccino, ha ricevuto la seconda candidatura all'Oscar come miglior attore protagonista, perdendo per soli 15 voti.
Nel 2007 la prestigiosa rivista statunitense Newsweek lo ha incoronato come uno degli attori più potenti al mondo, grazie al suo successo ai botteghini e alla sua capacità di interpretare ogni genere di ruolo e di sfondare all'estero, oltre che in patria. Al 2007 i suoi film avevano incassato oltre 4,4 miliardi di dollari. Malgrado questo nel 1999 gli è stato attribuito il Razzie Awards come membro della peggior coppia cinematografica con Kevin Kline per Wild Wild West, e il Razzie Awards alla peggior canzone originale per il singolo Wild Wild West.
Alla fine del 2007 negli USA è uscito Io sono leggenda diretto da Francis Lawrence, tratto dal romanzo omonimo di Richard Matheson (in Italia è uscito la prima settimana del 2008). Nel settembre 2008 è arrivato un altro successo col film Hancock. Nel gennaio 2009 è stato distribuito nelle sale italiane il film Sette anime, dove Smith è nuovamente diretto da Gabriele Muccino. Nel 2012 ha ripreso il ruolo dell'Agente J nel film Men in Black 3. Nel 2013 nelle sale italiane è stato distribuito il film After Earth, in cui Smith recita insieme al figlio Jaden Smith. Nel 2015 è stato protagonista del film Focus - Niente è come sembra, nella promozione del quale è ospite - insieme all'attrice Margot Robbie - durante l'ultima serata del Festival di Sanremo. Nel 2016 ha interpretato il protagonista Deadshot nel film Suicide Squad del DC Extended Universe. Nel 2017 è comparso nelle vesti di protagonista nel film Collateral Beauty. Nel mese di maggio ha fatto parte della giuria della 70ª edizione del Festival di Cannes, presieduta dal regista spagnolo Pedro Almodóvar.
Nel 2019 ha interpretato il genio della lampada nel live action della Disney, Aladdin. Il film ha incassato oltre 1000000000 $ in tutto il mondo ed è diventato il suo maggior incasso, superando Independence Day. Smith è apparso come un assassino che affronta sé stesso più giovane, nel film di Ang Lee Gemini Man, uscito il 4 ottobre 2019. In seguito ha doppiato Lance Sterling, una spia, nel film d'animazione Spie sotto copertura, che vede Lance dover fare squadra con l'inventore nerd che crea i suoi gadget, doppiato da Tom Holland, uscito il 25 dicembre 2019. Nel 2019 ha ripreso il ruolo di Mike Lowrey nell'ultimo capitolo di Bad Boys, Bad Boys for Life, uscito il 17 gennaio 2020 negli Stati Uniti.
Prima di raggiungere la popolarità mondiale come attore, ha debuttato come rapper nel duo DJ Jazzy Jeff & the Fresh Prince. Tra il 1987 e il 1993, il duo ha pubblicato 5 album e ottenuto un grande successo di album e singoli in USA: ogni loro album è infatti certificato almeno oro, e il loro secondo progetto I'm The DJ, He's The Rapper ha ricevuto addirittura 3 dischi di platino per aver venduto 3 milioni di copie negli USA. Anche alcuni singoli, come Parents Just Don't Understand, hanno ottenuto un buon riscontro commerciale in USA.
Appena dopo la fine della serie, Smith ha rilanciato la sua carriera musicale come solista: l'artista ha firmato un contratto con la Columbia e ha pubblicato l'album Big Willie Style nel 1997. L'album ha venduto 6 milioni di copie negli USA e ha dato vita a vari singoli di successo tra cui la hit mondiale Men In Black, presente anche nell'omonimo film. Anche altre canzoni presenti nell'album sono incluse nella colonna sonora del film. A questo disco è seguito il progetto del 1999 Willennium: anche quest'album è stato un successo enorme, in grado di vendere ben 5 milioni di copie soltanto negli USA e di dar luogo a singoli di successo. Il suo successo musicale è però calato con il terzo album Born to Reign del 2002: il disco ha venduto soltanto 237 000 copie negli USA e non ha dato vita a grandi hit.

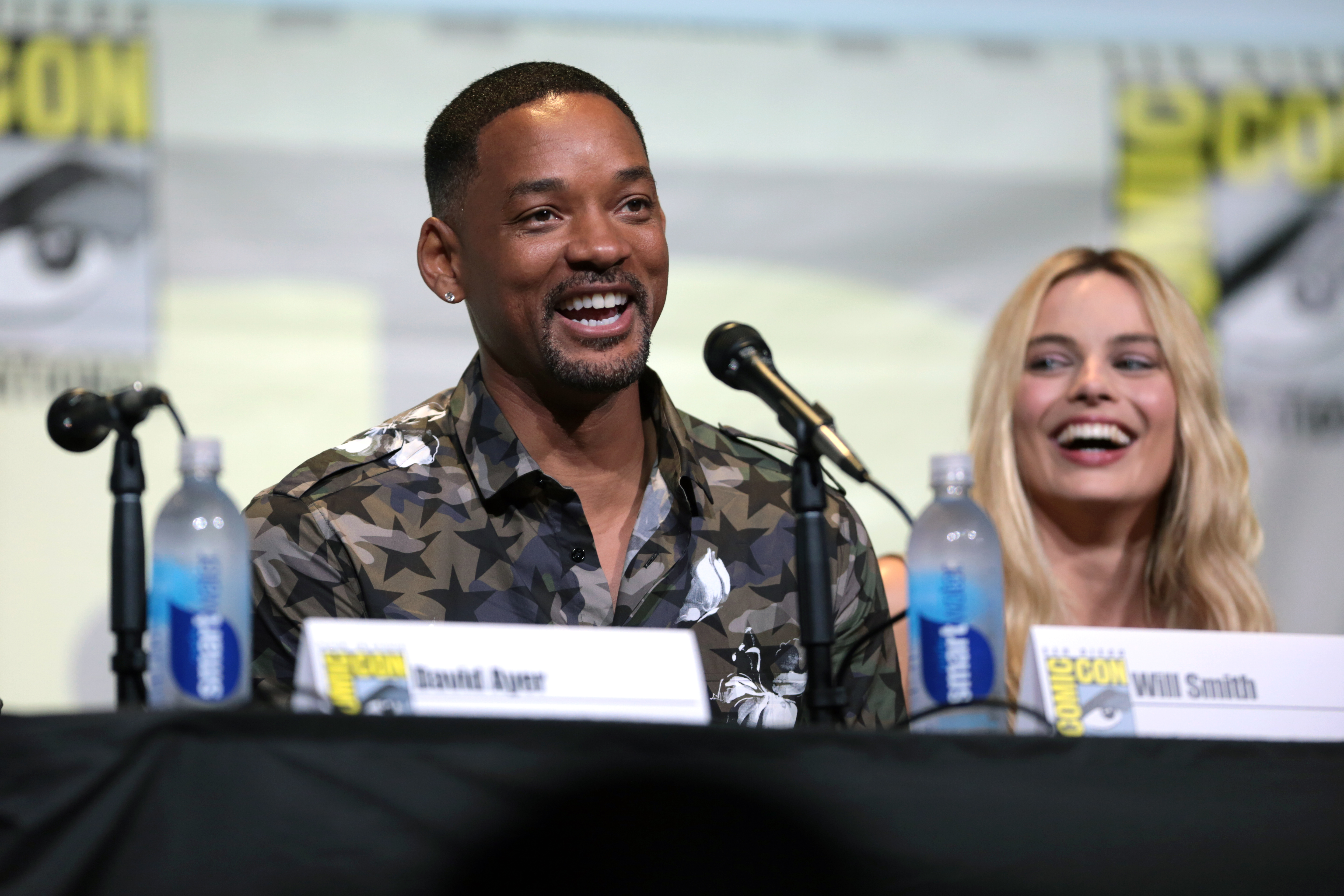
Will e la co-star di Suicide Squad, Margot Robbie, nel 2016

Dopo l'insuccesso del terzo album, Smith ha concluso il contratto con la Columbia nel 2005, pubblicando un Greatest Hits. Immediatamente dopo ha pubblicato il suo quarto album Lost and Found via Interscope Records: l'album è stato il suo più grande insuccesso musicale, completamente privo di certificazioni. Successivamente non ha più pubblicato musica per ben 12 anni. Nel 2017 ha pubblicato dunque il brano Get Lit, il suo primo esperimento con la musica EDM, a cui hanno fatto seguito altri singoli negli anni successivi, ma ancora nessun album. Nel 2018 ha partecipato a Live It Up, inno ufficiale dei mondiali di calcio 2018, insieme a Nicky Jam ed Era Istrefi. Nel 2019, Smith ha reinterpretato il brano Friend like Me per il reboot del classico Disney Aladdin.
Il 27 marzo 2022, durante la 94ª cerimonia dei Premi Oscar, Smith è salito sul palco del Dolby Theatre di Los Angeles e ha schiaffeggiato il presentatore e comico Chris Rock, che aveva scherzato sulla testa rasata di sua moglie Jada Pinkett Smith con un riferimento al film Soldato Jane. Infatti nel 2018 le fu diagnosticata l'alopecia e in seguito l'attrice fu costretta a rasarsi i capelli per la sua malattia. Smith è quindi tornato al suo posto e ha urlato a Rock, per due volte: "Tieni il nome di mia moglie fuori dalla tua fottuta bocca!". La medesima notte, quando Smith si è aggiudicato l'Oscar come miglior attore per Una famiglia vincente - King Richard, si è scusato con l'Academy e gli altri candidati, ma non con Rock. Nel discorso di accettazione ha fatto appello a Dio che lo ha invitato a fare "cose pazze" in nome dell'amore e questo comportamento è stato descritto come "pericolosa ed egoistica sopraffazione" dalla rivista britannica The Economist, che ha pure stigmatizzato l'ovazione del pubblico per i commenti fatti da Smith sul palco, definendo tutta la situazione spettacolo nauseante. Rock ha rifiutato di sporgere denuncia contro Smith, ma a seguito delle polemiche Smith ha fornito delle scuse formali, che però non hanno convinto i rappresentanti dell'Academy, i quali hanno poi deciso di escludere Smith da tutti gli eventi organizzati dall'Academy per dieci anni.
Nel marzo 2025 pubblica il suo quinto album in studio Based on a True Story, a vent'anni di distanza dall'ultimo, che anticipa il tour mondiale, in partenza il 25 giugno. Il tour toccherà anche l'Italia il 25 luglio, con il Big Art Festival, a Massa.

## Vita privata

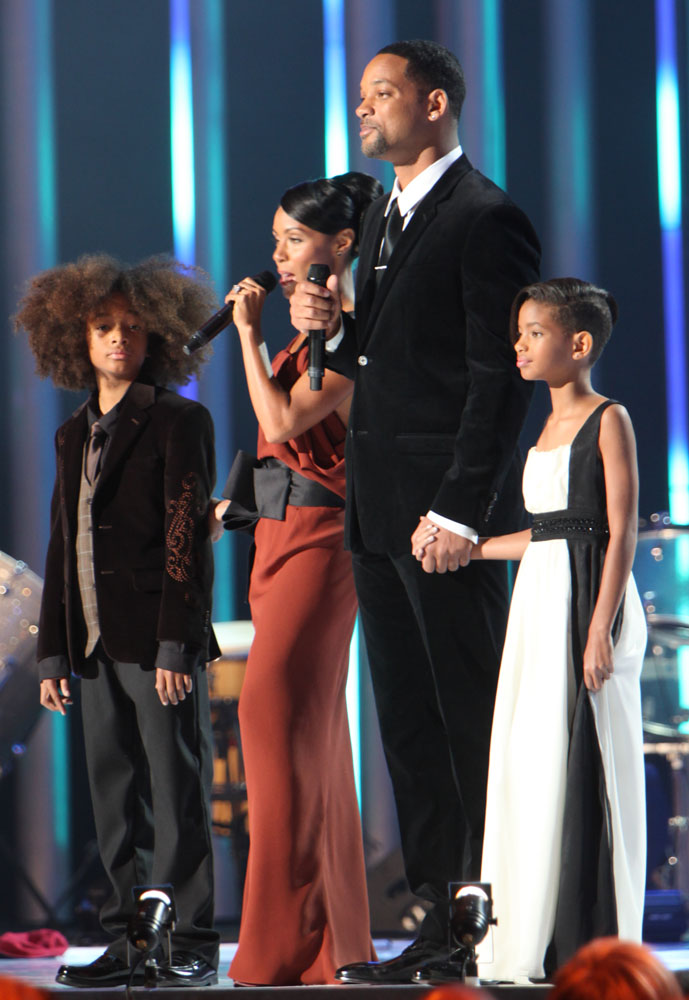
Will Smith, la moglie Jada Pinkett Smith e i figli Jaden e Willow al Nobel Peace Prize Concert 2009

Smith ha sposato l'attrice Sheree Fletcher nel 1992 e da lei ha avuto il primo figlio, Willard Carroll III, conosciuto come Trey Smith. La coppia ha divorziato nel 1995. Nel 1997 Smith si è risposato con l'attrice Jada Pinkett, dalla quale ha avuto altri due figli, Jaden Smith (1998) e Willow Smith (2000), chiamata così in omaggio all'omonimo personaggio della serie TV Buffy l'ammazzavampiri. Insieme alla moglie ha fondato la Will and Jada Foundation, che raccoglie fondi per l'educazione e l'aiuto per i bambini delle famiglie meno abbienti. Assieme al fratello Harry possiede la Treyball Development Inc., una compagnia con sede a Beverly Hills. Regolarmente inserito nella lista del Fortune Magazine tra i 41 statunitensi più ricchi, Smith ha anche aiutato le vittime dell'uragano Katrina. Smith ha prodotto All of Us, un programma vagamente basato sulla sua vita familiare, nel 2005.
Amante di scacchi, bingo e videogiochi, è un grande ammiratore di Bob Marley, il cantante reggae le cui canzoni compaiono diverse volte nel film Io sono leggenda e Bad Boys. Will Smith inoltre è tifoso della squadra di football americano dei Philadelphia Eagles. Nell'ottobre 2011 è diventato, assieme alla moglie Jada, azionista dei Philadelphia 76ers, franchigia NBA. Smith è entrato nella cordata che fa capo al milionario newyorkese Joshua Harris, socio di maggioranza e nuovo azionista di riferimento della squadra.
Smith e sua moglie hanno fondato una scuola elementare privata a Calabasas, in California, la New Village Leadership Academy. Il deposito fiscale ha dimostrato che Smith ha donato 1,2 milioni di dollari alla scuola nel 2010. Nel 2018 Smith ha eseguito il rito indù di Abhisheka di Shiva ad Haridwar, in India. Ha anche eseguito un Aarti nel sacro fiume Gange.

## Impegno politico
Nel 2008 Smith donò 4600 $ alla campagna presidenziale del democratico Barack Obama. L'11 dicembre 2009 Smith e sua moglie ospitarono il concerto del Premio Nobel per la pace a Oslo, in Norvegia, per celebrare la vincita del premio da parte di Obama. Nel 2012 Smith dichiarò di aver sostenuto la legalizzazione del matrimonio tra le persone omosessuali.

## Impegno sociale
Nel 2018 Smith festeggiò il suo cinquantesimo compleanno eseguendo un salto con l'elastico da un elicottero nel Grand Canyon. Smith fu assicurato dai Lloyd's di Londra per 200000000 $ prima del salto acrobatico, che fece raccogliere denaro per l'organizzazione benefica Global Citizen. Smith inoltre donò una grande quantità di denaro per aiutare le persone colpite dall'uragano Katrina.

## Citazioni nella cultura di massa
Smith viene parodiato nell'episodio 165 della serie animata giapponese Gintama, quando uno dei personaggi cambia aspetto e colore della pelle dopo aver preso uno strano virus influenzale.

## Filmografia

### Attore

#### Cinema
- I dannati di Hollywood (Where the Day Takes You), regia di Marc Rocco (1992)
- Made in America, regia di Richard Benjamin (1993)
- 6 gradi di separazione (Six Degrees of Separation), regia di Fred Schepisi (1993)
- Bad Boys, regia di Michael Bay (1995)
- Independence Day, regia di Roland Emmerich (1996)
- Men in Black, regia di Barry Sonnenfeld (1997)
- Nemico pubblico (Enemy of the State), regia di Tony Scott (1998)
- Wild Wild West, regia di Barry Sonnenfeld (1999)
- La leggenda di Bagger Vance (Bagger Vance), regia di Robert Redford (2000)
- Alì, regia di Michael Mann (2001)
- Men in Black II, regia di Barry Sonnenfeld (2002)
- Bad Boys II, regia di Michael Bay (2003)
- Io, robot (I, Robot), regia di Alex Proyas (2004)
- Hitch - Lui sì che capisce le donne (Hitch), regia di Andy Tennant (2005)
- La ricerca della felicità (The Pursuit of Happiness), regia di Gabriele Muccino (2006)
- Io sono leggenda (I Am Legend), regia di Francis Lawrence (2007)
- Hancock, regia di Peter Berg (2008)
- Sette anime (Seven Pounds), regia di Gabriele Muccino (2008)
- Men in Black 3, regia di Barry Sonnenfeld (2012)
- After Earth, regia di M. Night Shyamalan (2013)
- Storia d'inverno (Winter's Tale), regia di Akiva Goldsman (2014)
- Focus - Niente è come sembra (Focus), regia di Glenn Ficarra e John Requa (2015)
- Zona d'ombra (Concussion), regia di Peter Landesman (2015)
- Suicide Squad, regia di David Ayer (2016)
- Collateral Beauty, regia di David Frankel (2016)
- Bright, regia di David Ayer (2017)
- Aladdin, regia di Guy Ritchie (2019)
- Gemini Man, regia di Ang Lee (2019)
- Bad Boys for Life, regia di Adil El Arbi e Bilall Fallah (2020)
- Una famiglia vincente - King Richard (King Richard), regia di Reinaldo Marcus Green (2021)
- Emancipation - Oltre la libertà (Emancipation), regia di Antoine Fuqua (2022)
- Bad Boys: Ride or Die, regia di Adil El Arbi e Bilall Fallah (2024)

#### Televisione
- ABC Afterschool Specials – serie TV, 1 episodio (1990)
- Blossom - Le avventure di una teenager (Blossom) – serie TV, 2 episodi (1991)
- Willy, il principe di Bel-Air (The Fresh Prince of Bel-Air) – serie TV, 148 episodi (1990-1996)
- Happily Ever After: Fairy Tales for Every Child – serie TV, 2 episodi (1997)
- All of Us - serie TV, 3 episodi (2003-2004)
- One Strange Rock – documentario, 10 episodi (2018)
- Amend: libertà in America (Amend: The Fight for America) – documentario, 6 episodi (2021)
- Benvenuto sulla terra (Welcome to Earth) – documentario, 6 episodi (2021)

### Produttore

#### Cinema
- Showtime, regia di Tom Dey (2002)
- Corri o muori (Ride or Die), regia di Craig Ross Jr. (2003)
- Io, Robot (I, Robot) , regia di Alex Proyas (2004)
- The Seat Filler, regia di Nick Castle (2004)
- Salvare la faccia (Saving Face), regia di Alice Wu (2004)
- ATL, regia di Chris Robinson (2006)
- La ricerca della felicità (The Pursuit of Happyness), regia di Gabriele Muccino (2006)
- La vita segreta delle api (The Secret Life of Bees), regia di Gina Prince-Bythewood (2008)
- The Human Contract, regia di Jada Pinkett Smith (2008)
- La terrazza sul lago (Lakeview Terrace), regia di Neil LaBute (2008)
- Sette anime (Seven Pounds), regia di Gabriele Muccino (2008)
- The Karate Kid - La leggenda continua (The Karate Kid), regia di Harald Zwart (2010)
- Una spia non basta (This Means War), regia di McG (2012)
- After Earth, regia di M. Night Shyamalan (2013)
- Annie - La felicità è contagiosa (Annie), regia di Will Gluck (2014)
- Charm City Kings, regia di Ángel Manuel Soto (2020)
- Bad Boys for Life, regia di Adil El Arbi e Bilall Fallah (2020)
- Life in a Year, regia di Mitja Okorn (2020)
- Una famiglia vincente - King Richard (King Richard), regia di Reinaldo Marcus Green (2021)
- Emancipation - Oltre la libertà (Emancipation), regia di Antoine Fuqua (2022)

#### Televisione
- Willy, il principe di Bel-Air (The Fresh Prince of Bel-Air) – serie TV, 148 episodi (1990-1996)
- All of Us – serie TV, 88 episodi (2006)
- Bel-Air – serie TV, 20 episodi (2022-in corso)

### Sceneggiatore

#### Cinema
- After Earth, regia di M. Night Shyamalan (2013)

#### Televisione
- Willy, il principe di Bel-Air (The Fresh Prince of Bel-Air) – serie TV, 1 episodio (1990-1996)
- All of Us – serie TV, 83 episodi (2006)

### Regista

#### Televisione
- All of Us - serie TV, 1 episodio (2006)

### Doppiatore
- Shark Tale, regia di Bibo Bergeron e Vicky Jenson (2004)
- Spie sotto copertura (Spies in Disguise), regia di Nick Bruno e Troy Quane (2019)

## Discografia

### Lavori come "DJ Jazzy Jeff & The Fresh Prince"

#### Album in studio
- 1987 – Rock the House #83 U.S. 560.000 (Oro)
- 1988 – He's the DJ, I'm the Rapper #4 U.S. 3.000.000 (x3 Platino)
- 1989 – And in This Corner... #39 U.S. 500.000 (Oro)
- 1991 – Homebase #12 U.S. 1.000.000 (Platino)
- 1993 – Code Red #64 U.S. 500.000 (Oro)
- 1998 – Greatest Hits 230.000 copie
- 2006 – The Very Best of D.J. Jazzy Jeff & The Fresh Prince

### Discografia solista

#### Album in studio
- 1997 – Big Willie Style
- 1999 – Willennium
- 2002 – Born to Reign
- 2005 – Lost and Found
- 2025 – Based on a True Story

## Riconoscimenti
- Premio Oscar
  - 2002 – Candidatura al miglior attore protagonista per Alì[33]
  - 2007 – Candidatura al miglior attore protagonista per La ricerca della felicità[34]
  - 2022 – Miglior attore protagonista per Una famiglia vincente - King Richard[35]
- Golden Globe
  - 1993 – Candidatura al miglior attore in una serie commedia o musicale per Willy, il principe di Bel-Air
  - 1994 – Candidatura al miglior attore in una serie commedia o musicale per Willy, il principe di Bel-Air
  - 2002 – Candidatura al miglior attore in un film drammatico per Alì
  - 2007 – Candidatura al miglior attore in un film drammatico per La ricerca della felicità
  - 2016 – Candidatura al miglior attore in un film drammatico per Zona d'ombra
  - 2022 – Miglior attore in un film drammatico per Una famiglia vincente – King Richard[36]
- Premio BAFTA
  - 2022 – Miglior attore protagonista per Una famiglia vincente – King Richard
- Critics' Choice Awards
  - 2022 – Candidatura al miglior film per Una famiglia vincente – King Richard
  - 2022 – Miglior attore per Una famiglia vincente – King Richard
- Grammy Award
  - 1989 – Miglior interpretazione rap (condiviso con DJ Jazzy Jeff) per Parents Just Don't Understand
  - 1990 – Candidatura per la miglior interpretazione rap di un duo o un gruppo (condiviso con DJ Jazzy Jeff) per I Think I Can Beat Mike Tyson
  - 1991 – Candidatura per la miglior interpretazione rap di un duo o un gruppo per And In This Corner...
  - 1992 – Miglior interpretazione rap (condiviso con DJ Jazzy Jeff) per Summertime
  - 1998 – Miglior canzone rap solista per Men in Black
  - 1999 – Miglior canzone rap solista per Gettin' Jiggy wit It
  - 2000 – Candidatura per la miglior canzone rap solista per Wild Wild West
  - 2001 – Candidatura per il miglior videoclip per Will 2K
- Hollywood Film Award
  - 2015 – Miglior attore dell'anno per Zona d'ombra
- MTV Movie Award
  - 1996 – Candidatura alla miglior coppia (condiviso con Martin Lawrence) per Bad Boys
  - 1997 – Candidatura alla miglior performance maschile per Independence Day
  - 1997 – Miglior bacio (condiviso con Vivica A. Fox) per Independence Day
  - 1998 – Candidatura alla miglior performance comica per Men in Black
  - 1998 – Miglior canzone (Men in Black) per Men in Black
  - 1998 – Miglior combattimento per Men in Black
  - 1998 – Candidatura alla miglior coppia (condiviso con Tommy Lee Jones) per Men in Black
  - 1999 – Candidatura alla miglior performance maschile per Nemico pubblico
  - 2002 – Miglior performance maschile per Alì
  - 2004 – Candidatura alla miglior performance di gruppo per Bad Boys II
  - 2005 – Candidatura alla miglior performance maschile per Hitch – Lui sì che capisce le donne
  - 2005 – Candidatura alla miglior performance comica per Hitch – Lui sì che capisce le donne
  - 2007 – Candidatura alla miglior performance per La ricerca della felicità
  - 2008 – Miglior performance maschile per Io sono leggenda
  - 2014 – Candidatura al miglior combattimento per Anchorman 2 – Fotti la notizia
  - 2016 – Candidatura al miglio bacio (condiviso con Margot Robbie) per Focus – Niente è come sembra
  - 2016 – Candidatura alla miglior performance maschile per Zona d'ombra
- Premio César
  - 2005 – Premio César onorario
- Premio Emmy
  - 2021 – Candidatura per la miglior serie commedia per Cobra Kai[37]
- Razzie Award
  - 2000 – Peggior coppia (condiviso con Kevin Kline) per Wild Wild West
  - 2000 – Peggior canzone originale (Wild Wild West) per Wild Wild West
  - 2014 – Candidatura alla peggior sceneggiatura per After Earth
  - 2014 – Peggior combinazione (condiviso con Jaden Smith) per After Earth
  - 2014 – Peggior attore non protagonista per After Earth
  - 2016 – Candidatura al Razzie Redeemer Award per Zona d'ombra
  - 2022 – Razzie Redeemer Award per King Richard – Una famiglia vincente
- Satellite Award
  - 2016 – Candidatura al miglior attore per Zona d'ombra[38]
- Screen Actors Guild Award
  - 2007 – Candidatura al miglior attore cinematografico per La ricerca della felicità
  - 2022 – miglior attore cinematografico per Una famiglia vincente – King Richard[39]
  - 2022 – Candidatura al miglior cast cinematografico per Una famiglia vincente – King Richard

## Doppiatori italiani
Nelle versioni in italiano delle opere in cui ha recitato, Will Smith è stato doppiato da:
- Sandro Acerbo in Men in Black, Wild Wild West, Men in Black II, Bad Boys II, Io, robot, Hitch - Lui sì che capisce le donne, La ricerca della felicità, Io sono leggenda, Hancock, Sette anime, Men in Black 3, After Earth, Anchorman 2 - Fotti la notizia, Storia d'inverno, Focus - Niente è come sembra, Zona d'ombra, Suicide Squad, Collateral Beauty, Bright, One Strange Rock: Pianeta Terra, Aladdin (parte parlata), Gemini Man, Bad Boys for Life, Una famiglia vincente - King Richard, Amend: libertà in America, Benvenuto sulla Terra, Emancipation - Oltre la libertà, Bad Boys: Ride or Die
- Edoardo Nevola in Willy, il principe di Bel Air, Made in America
- Francesco Prando in Independence Day, Nemico pubblico
- Pino Insegno in Alì, Jersey Girl
- Massimiliano Alto ne I dannati di Hollywood
- Riccardo Rossi in 6 gradi di separazione
- Simone Mori in Bad Boys
- Fabrizio Vidale ne La leggenda di Bagger Vance
- Marco Manca in Aladdin (parte cantata)

Da doppiatore è sostituito da:
- Tiziano Ferro in Shark Tale[40]
- Marco Vivio in Spie sotto copertura